# Lentocerus dentatus
Lentocerus dentatus là một loài tò vò trong họ Ichneumonidae.